# Musa ibn Abi'l-Afiya
Musa ibn Abi'l-Afiya (موسى بن أبي العافية) est un chef berbère Meknassas qui dirige le Maghreb occidental pour le califat fatimide avant de faire défection au califat omeyyade de Cordoue en 931. Il a joué un rôle central dans la rivalité entre Omeyyades et Fatimides de l'époque et est également connu pour sa persécution des Idrissides du Maroc.

## Biographie

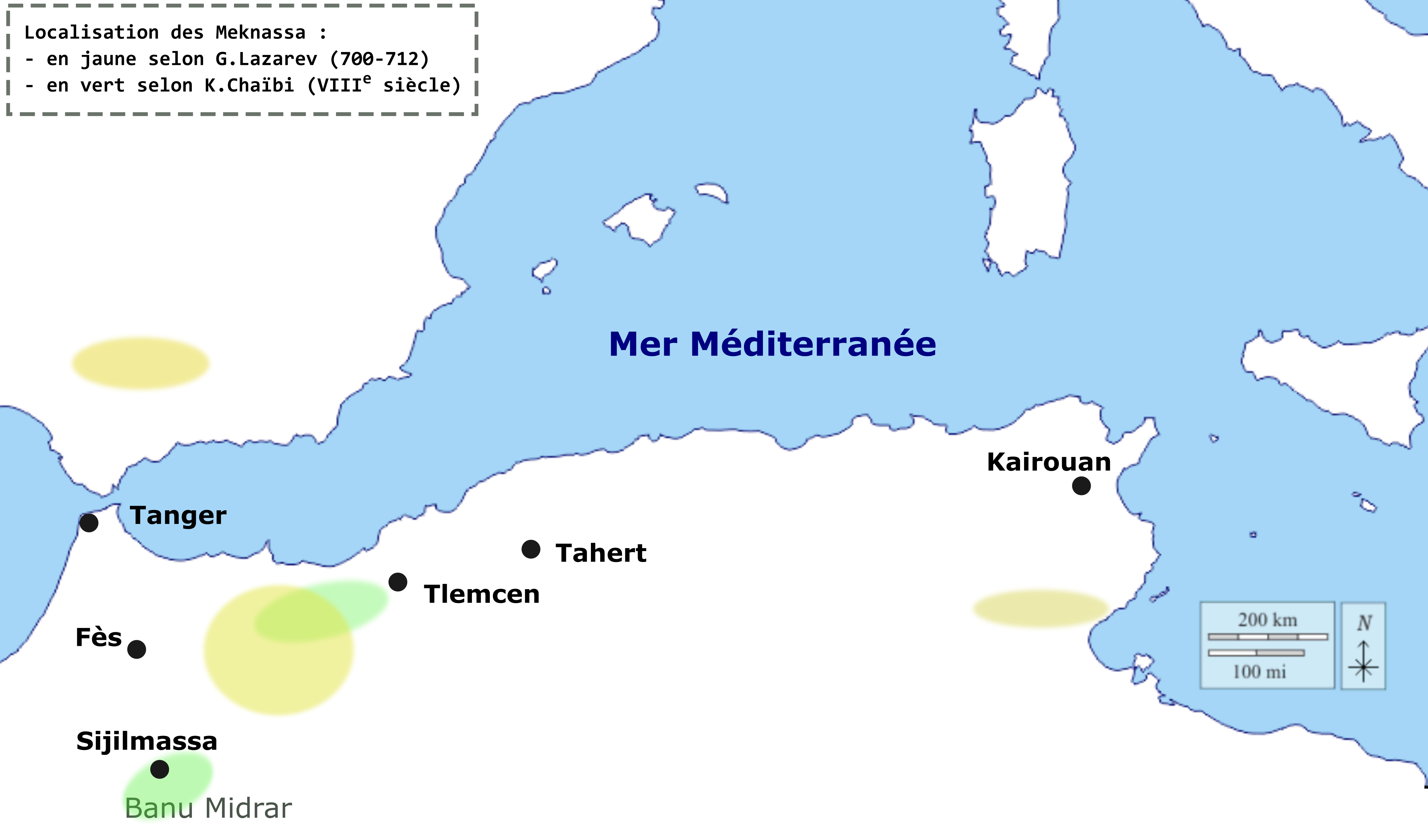
Localisation des Meknassas au VIIIe siècle,.

Musa ibn Abi'l-Afiya est un chef de la tribu berbère des Meknassas, faisant partie du plus grand groupe tribal Zénète, et dirigeant des colonies de Tsoul et Taza. Musa est mentionné pour la première fois lors des campagnes de son cousin  ou oncle, Masala ibn Habus, dans le Maghreb occidental au nom du califat fatimide nouvellement établi. Les sources arabes primaires diffèrent sur la chronologie et les détails des événements ultérieurs, dans lesquels Musa a joué un rôle central, et les sources modernes font également écho à ces contradictions.

### Vice-roi fatimide du Maroc
En 917, Masala ibn Habus mena une invasion fatimide au Maroc. Il conquiert l'émirat de Nekor et vainc le souverain idrisside de Fès, Yahya IV, le forçant à reconnaître la suzeraineté fatimide et à payer un tribut,. L'autorité de Yahya est limitée à Fès et ses environs, tandis que le reste du pays est confié au gouverneur de Musa ibn Abi'l-Afiya,. La date de cet événement n'est pas claire, certains historiens le situant en 917, d'autres en 919.
Selon les chroniqueurs ultérieurs, Musa serait devenu un ennemi violent des Idrissides, et de Yahya IV en particulier, à cette époque. Il est plus probable que Yahya IV ait constitué un obstacle aux ambitions de Musa. En conséquence, lorsque Masala revient au Maroc deux ans plus tard, influencé par son cousin, il dépose Yahya IV et installe un gouverneur fatimide dans la ville,,. Musa fait même torturer Yahya, espérant lui faire révéler l'emplacement de trésors cachés, avant de l'envoyer en exil à Asilah,.
Musa lance une persécution contre les Idrisides restants, qui en réponse se retirent dans des fortins,. Cette campagne d’extermination n’est tempérée que par les avertissements des chefs berbères locaux sur l’inopportunité de traquer les descendants de Mahomet,.
À peu près à la même époque — les sources médiévales la situent en 922 ou 928, certains historiens modernes suggèrent 925 — Fès est perdue au profit d'un autre Idriside, al-Hasan al-Hajjam. Al-Hajjam réussit à vaincre l'armée de Musa dans une bataille acharnée à Wadi al-Matahin, mais peu de temps après, il est trahi et fait prisonnier par le gouverneur qu'il avait nommé à Fès, Hamid ibn Hamdan. Hamid rend alors la ville à Musa,.
Il est possible que Musa se soit brouillé avec les Fatimides à cette époque ; selon l'historien Chafik Benchekroun, pendant les deux années suivantes, il semble avoir gouverné et fait campagne pour son propre compte. Cette violation est probablement également associée à la mort du suzerain de Musa, Masala, en 924.

### Vassal des Omeyyades
L'expansion fatimide vers l'ouest a rapidement attiré l'attention de l'autre grande puissance islamique de la région, les Omeyyades d'al-Andalus. Le souverain omeyyade Abd al-Rahman III (r. 912-961) envoie une flotte pour s'emparer de Melilla en 927, l'établissant comme base militaire sur la côte marocaine, suivie de Ceuta en 931,. Abd al-Rahman a également conclu une alliance avec le chef zénète Ibn Khazar contre les Fatimides, en échange de la reconnaissance par le chef berbère de la suzeraineté omeyyade. Finalement, en 929, Abd al-Rahman III revendique le titre de calife, établissant le califat de Cordoue, dans un défi direct aux prétentions fatimides, à la fois temporelles et religieuses,.
En réponse, en 929/30, Musa attaque l'émir de Nekor, al-Mu'ayyad, un client omeyyade, et met à sac la ville,. La ville et ses fortifications sont presque entièrement rasées, et les traces des destructions visitées par Musa à Nekor sont encore visibles au moment de la visite d'Ibn Hawqal quelques décennies plus tard. La même année, Musa attaque également la dynastie des Sulaymanides. Il a vaincu le dirigeant sulaymanide, al-Hasan ibn Isa ibn Abi'l-Aysh, mais ce dernier a trouvé refuge auprès d'un cousin qui dirige une île au large. N'ayant pas de flotte, Musa ne peut le poursuivre.
Peu de temps après, en l'an 931, Musa déclare officiellement son alliance avec le calife omeyyade, Abd al-Rahman III. La raison de ce phénomène n'est pas claire et est débattue par les chercheurs modernes, mais elle est probablement liée à la prise de Ceuta par les Omeyyades, qui a exposé Musa à une possible action militaire omeyyade,. C'est également la même année que le frère de Masala et successeur au poste de gouverneur de Tahert, Yasal, décède, ce qui entraîne un conflit de succession sanglant au cours duquel les troupes fatimides combattent les partisans du fils de Masala, qui s'allient également pendant un temps aux Omeyyades,. Le fils de Yasal, Hamid, est également emprisonné à peu près à la même époque ; après s'être échappé en 939, il fait également défection aux Omeyyades. 
En tant qu'allié des Omeyyades, Musa reçoit un soutien précieux d'al-Andalus : un navire omeyyade attaqua les Sulaymanides sur leur île, et la ville portuaire de Melilla devient un refuge pour les membres de la famille de Musa. D'autre part, en 933, Musa perd le contrôle de Fès au profit d'Hamid ibn Hamdan et d'un chef idrisside inconnu. Peu de temps après, Hamid est trahi et tué par un autre chef local, Ahmad ibn Abi Bakr du clan Abu Sahl, qui envoie la tête de Hamid à Musa,. Ahmad ibn Abi Bakr reste à son tour aux commandes de Fès pendant une courte période, alors que la contre-offensive fatimide lancée en représailles à la défection de Musa sous le commandement du général Maysur al-Fata, capture la ville,. Les Fatimides réussissent à forcer Musa à abandonner ses bastions de Tsoul et Warzigha et à fuir vers le sud, mais à long terme, leurs expéditions ne réussissent pas à renverser la situation : de plus en plus, les dirigeants locaux se tournent vers Cordoue. 
La carrière et le destin ultérieurs de Musa ne sont pas clairs, car les sources sont contradictoires. Le récit de l'historien andalou du XIe siècle Ibn Hayyan, considéré comme le plus fiable par JD Latham, affirme qu'il est mort en août 938 et est remplacé par son fils Madyan ; deux autres fils sont mentionnés dans la même source, Abu Munqidh et Muhammad. Le Rawd al-Qirtas du XIVe siècle, quant à lui, insiste sur le fait que Musa, poursuivi par Maysur et les Idrissides, passe de nombreuses années à errer, pratiquement seul, à travers le désert et ses domaines, et meurt soit en 939/40, soit en 952/53, et est remplacé par son fils Ibrahim,. L'historien marocain du XIVe siècle Ibn 'Idhari rapporte en outre qu'en 948, Musa envoie deux de ses fils comme envoyés à la cour de Cordoue, tandis que selon l'historien andalou du XIe siècle al-Bakri, en 949 Musa finit par vaincre et capturer le dirigeant sulaymanide pro-fatimide, al-Hasan ibn Isa ibn Abi'l-Aysh.

## Biographie
- Benchekroun, « Les Idrissides entre Fatimides et Omeyyades », Revue des mondes musulmans et de la Méditerranée, vol. 139,‎ 2016, p. 29–50 (DOI 10.4000/remmm.9412)
- Heinz Halm, Das Reich des Mahdi: der Aufstieg der Fatimiden (875 - 973), Beck, 1991 (ISBN 978-3-406-35497-7)
- J.D. Latham, Encyclopedia of Islam, vol. VII, 1993, 641–642 p., « Musa b. Abi'l-Afiya »
- (es) Eduardo Manzano, La corte del califa: Cuatro años en la Córdoba de los omeyas, Barcelona, Editorial Crítica, 2019 (ISBN 978-8-49199028-4)